# Mała Madonna Cowper
Mała Madonna Cowper (również: Madonna z Dzieciątkiem) – obraz olejny Rafaela namalowany ok. 1504–1505 roku. Znajduje się w zbiorach National Gallery of Art w Waszyngtonie.
Madonna z Dzieciątkiem zostali uwiecznieni na tle, w którym rozpoznano między innymi kościół Świętego Bernardyna w Urbino. Rafael malując szeroki i łagodny krajobraz korzystał ze sposób zaczerpniętych z obrazów Leonarda da Vinci. Maria ma melancholijny wyraz twarzy. Jezus został ukazany jako chłopiec poważny, ale również skory do zabawy. Aureole nad Madonną i Dzieciątkiem są zaznaczone delikatnie.
Obok Małej Madonny Cowper istnieje również obraz Wielka Madonna Cowper (Madonna Cowper), namalowany w 1508 roku. Oba obrazy kupił ok. 1780 roku lord George Clavering-Cowpera. Lord przekazał zakupione dzieła na rzecz National Gallery of Art w Waszyngtonie.